# Челино Сан Марко
Челино Сан Марко (итал. Cellino San Marco) је насеље у Италији у округу Бриндизи, региону Апулија.
Према процени из 2011. у насељу је живело 6696 становника. Насеље се налази на надморској висини од 58 м.

## Становништво
Према резултатима пописа становништва 2011. у општини је живело 6.799 становника.
| 1931. | 1936. | 1951. | 1961. | 1971. | 1981. | 1991. | 2001. | 2011. |
| ----- | ----- | ----- | ----- | ----- | ----- | ----- | ----- | ----- |
| 3.826 | 4.340 | 5.472 | 6.062 | 6.333 | 7.326 | 7.367 | 6.818 | 6.799 |